# Granica dżibutyjsko-erytrejska
Granica dżibutyjsko-erytrejska to granica międzypaństwowa dzieląca terytoria Dżibuti i Erytrei, ciągnąca się na długości 109 km między wybrzeżem Morza Czerwonego a trójstykiem Dżibuti – Erytrea – Etiopia.
Władze Dżibuti oskarżają Erytreę o pretensje terytorialne do terenów w rejonie Półwyspu Doumeira (Ras Doumeira) na wybrzeżu Morza Czerwonego. Efektem sporów terytorialnych były trzy konflikty graniczne między Dżibuti i Erytreą: w 1996, 1999 r. oraz zbrojny konflikt w 2008 r. W Rezolucji Rady Bezpieczeństwa ONZ nr 1862 z 2008 r. obydwie strony konfliktu zostały wezwane do wycofania sił wojskowych z rejonów nadgranicznych na pozycje sprzed rozpoczęcia walk.
Ze względu na nieustanne napięcie między Dżibuti a Erytreą, granica jest na wielu odcinkach zaminowana.
Granica ma wcześniejsze pochodzenie. Ustalona została w 1901 r. i dzieliła wówczas włoską kolonię Erytrea i Somali Francuskie. Formalnie istniała do 1962 roku (włączenie Erytrei do Etiopii).
Przywrócona została w 1993 roku po proklamowaniu niepodległości przez Erytreę.